# Atakapas
 (septembre 2016).

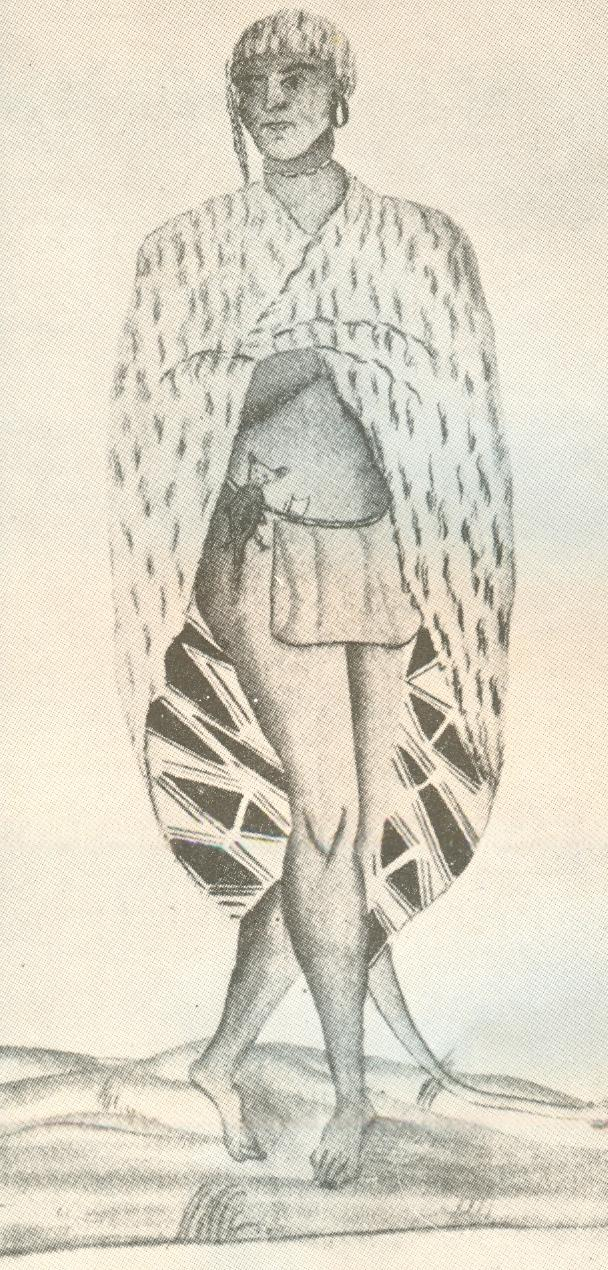
Représentation d'un Atakapa par Alexandre de Batz, 1735.

Les Atakapas (également appelés Ishak) sont un peuple amérindien du sud des États-Unis. Leur nom semble d'origine chacta, qui les nommèrent ainsi lors de leur contact avec les Français, et qui signifierait "les mangeurs d'hommes" (hattak : personne et apa : manger), ce qui laisserait penser à une pratique cannibale de la part des Atakapas. C'était de petits animaux, de baies, de racines et de poissons dont ils se nourrissaient la plupart du temps, laissant le gros gibier aux autres tribus. Leur territoire s'étendait le long du Golfe du Mexique de la rivière Trinity et la baie de Galveston au Texas à Bayou Teche et la rivière Vermillion en Louisiane.
C'est en 1703 que le gouverneur de Louisiane, Jean-Baptiste Le Moyne de Bienville, envoya une expédition composée de trois Français pour rencontrer les Atakapa afin d'établir un contact pacifique pour ensuite construire un fort dans leur région.
On estime la population à quelques dizaines de milliers de personnes avant l'arrivée des colons blancs. Mais elle a très vite diminué à partir du XVIIIe siècle, de nombreux Atakapa ont en effet migré vers l'ouest, ne laissant sur place plus qu'une population d'un millier de personnes. 
Les historiens s'accordent pour dire que les tribus restantes ont été largement décimées dans les années 1850 de maladies ainsi que de pauvreté. Toutefois, leurs descendants se battent pour la reconnaissance de leur minorité dans les États de Louisiane et du Texas bien qu'ils aient été mélangés pour la plupart avec des afro-américains.

## Langue

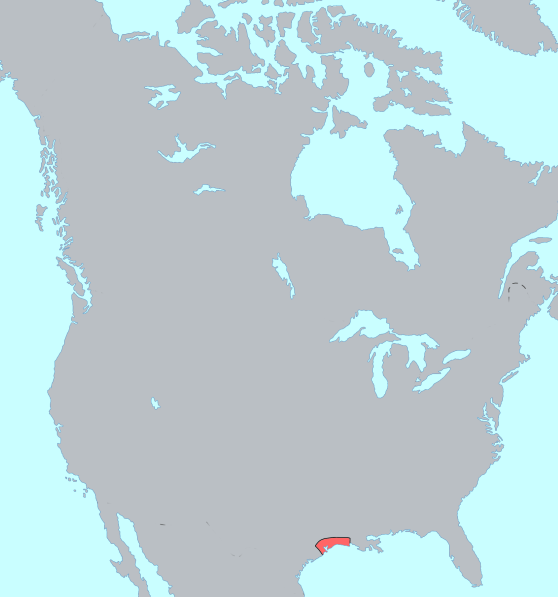
Carte de répartition de l'atakapa.

La langue atakapa est aujourd'hui éteinte. Il existait trois dialectes :
- atakapa de l'est
- akokisa
- atakapa de l'ouest

Notre connaissance de l'atakapa de l'est se limite à une liste de 287 mots datant de 1802. Les locuteurs vivaient aux alentours de Attackapas Post (aujourd'hui Franklin).
Le dialecte akokisa est connu grâce à une liste de 45 mots datant de 1721. Les locuteurs vivaient autour de la baie de Galveston. Ce dialecte est plus proche de l'atakapa de l'ouest que de l'atakapa de l'est.
L'atakapa de l'ouest est le plus étudié : on dispose de mots, de phrases et de textes datant de 1885, 1907 et 1908. La majorité de ces éléments ont été récoltés à Lake Charles en Louisiane. Les derniers locuteurs s'appelaient Louison Huntington, Delilah Moss, Teet Verdine, et Armojean Reon.

### Sources
- (en) William Wilmon, Jr. Newcomb, The Indians of Texas : From Prehistoric to Modern Times, Austin, University of Texas Press, 1972 (ISBN 978-0-292-78425-3).
- (en) William C. Sturtevant et Raymond D. Fogelson, Handbook of North American Indians : Southeast, vol. 14, Washington DC, Smithsonian Institution, 2004, 1042 p. (ISBN 0-16-072300-0).
- (en) Jack Claude Nezat, The Nezat and Allied Families 1630–2007, 2007, 212 p. (ISBN 978-0-615-15001-7, lire en ligne).
- (en) Barry M. Pritzer, A Native American Encyclopedia : History, Culture, and Peoples, Oxford, Oxford University Press, 2000, 591 p. (ISBN 978-0-19-513877-1, lire en ligne).